# François Seydoux de Clausonne
François Seydoux Fornier de Clausonne (Berlín, Alemanya, 1905 - 1981) fou un polític francès.

## Biografia
Va néixer el 15 de febrer de 1905 a la ciutat de Berlín, fill de diplomàtics francesos establerts a la capital alemanya. Després d'estudiar filosofia i dret es decidí amb empendre la carrera diplomàtica l'any 1928. Morí el 30 d'agost de 1981.

## Carrera diplomàtica
L'any 1936 fou nomenat secretari de l'ambaixada de França a Berlín, sent aquell mateix any nomenat membre del Ministeri d'Afers Estrangers francès. L'any 1942 fou membre de la Resistència francesa.
L'any 1949 repenguè la seva activitat al Ministeri d'Afers Estrangers, d'on fou nomenat director per als Afers Europeus, i posteriorment ambaixador a Viena l'any 1955, així com a Berlín entre els anys 1958 i 1962 i 1965 i 1970. El seu paper en la consecució del Tractat de l'Elisi de l'any 1963, signat entre Charles de Gaulle i Konrad Adenauer, i que van establir les bases modernes de cooperació entre França i Alemanya, li fou valedor del Premi Internacional Carlemany concedit per la ciutat d'Aquisgrà.
Posteriorment fou nomenat Conseller d'Estat, exercint les funcions d'administrador de l'agència de premsa estatal Havas, de l'Oficina de Radiodifusió de la Televisió Francesa (ORTF) i del Consell Superior de l'Agència France-Presse.